# Norfolk Island Central School Oval
Norfolk Island Central School Oval – wielofunkcyjny stadion znajdujący się w mieście Burnt Pine na Norfolku. Stadion jest własnością miejscowej szkoły, posiada bieżnię lekkoatletyczną, obok dwa boiska do gry w koszykówkę i siatkówkę. Jest jedynym na wyspie stadionem sportowym wykorzystywanym do rozgrywania meczów piłkarskich.